# Achilles Kern

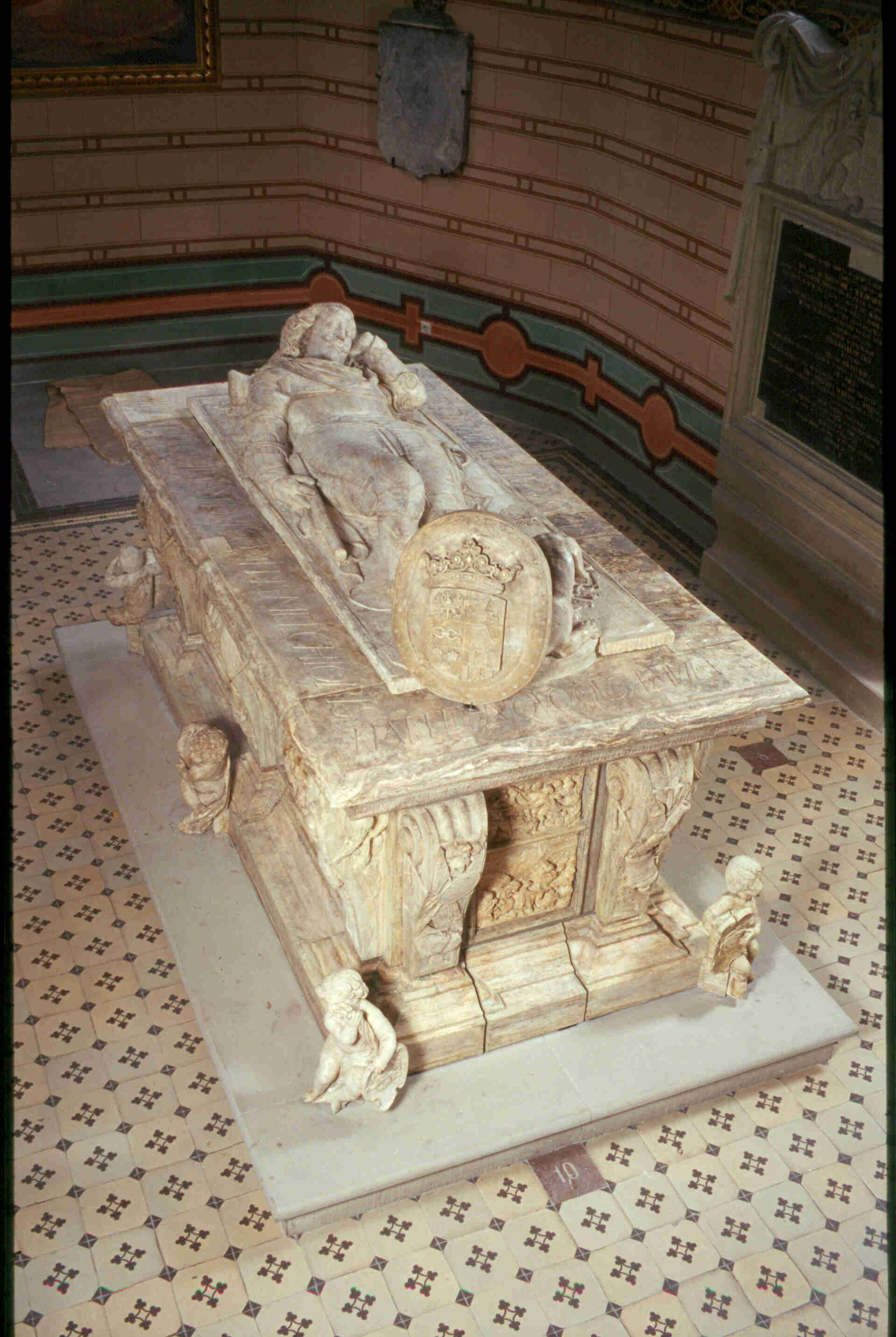
Grabmal des A. Kern für Feldmarschall Melchior von Hatzfeld in der Bergkirche zu Laudenbach von 1659

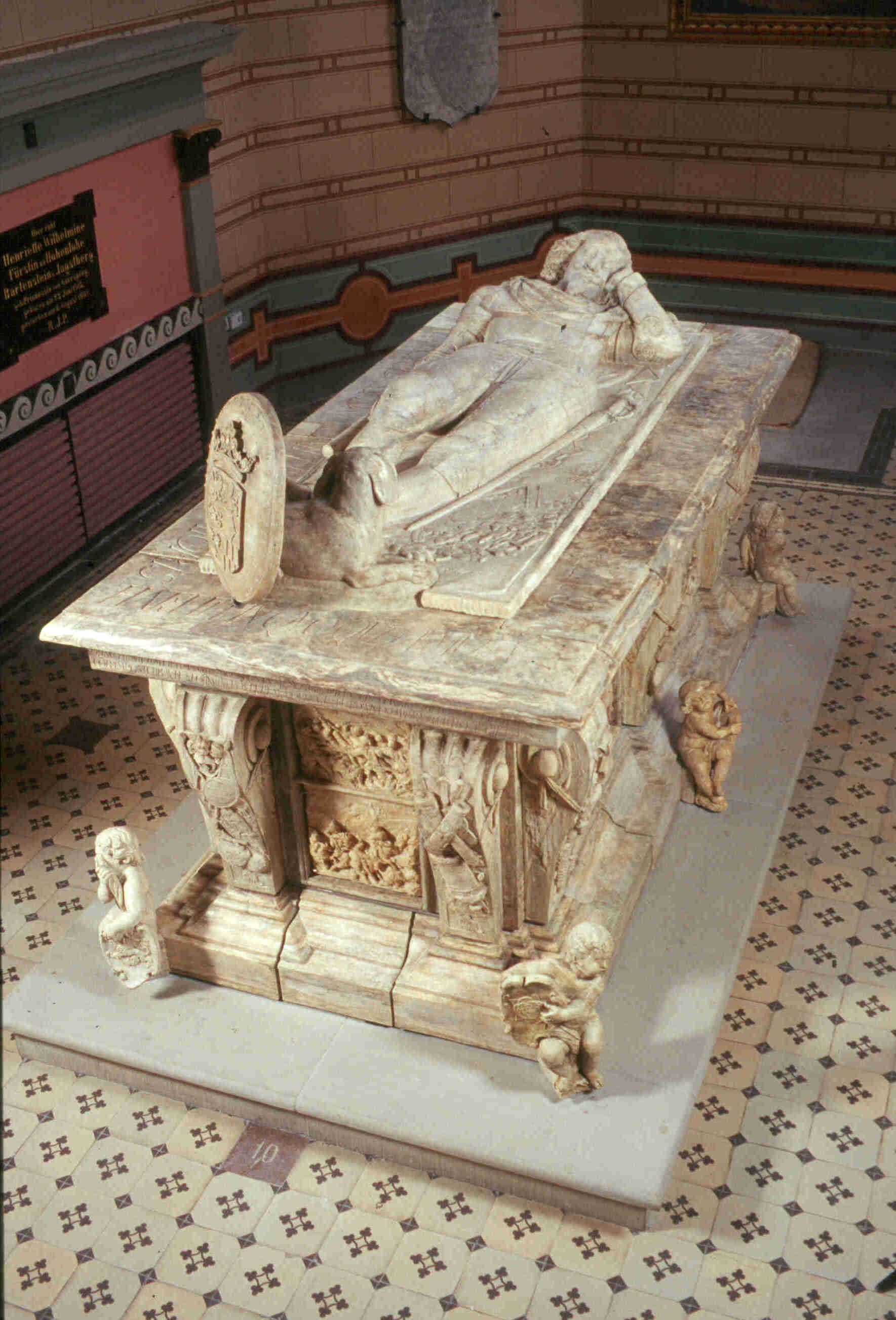
Grabmal des A. Kern für Feldmarschall von Hatzfeld zu Laudenbach, Zustand 2002

Achilles Kern (* 6. November 1607 in Forchtenberg; † 20. Januar 1691 ebenda) war ein deutscher Bildhauer. Er arbeitete bevorzugt in Alabaster, dabei im Stil des nordeuropäischen Barock.

## Leben und Werke
Achilles Kern gehörte zur vierten Generation der im hohenlohischen Forchtenberg nachgewiesenen Bildhauerfamilie Kern, die dort über einen Alabasterbruch verfügte. Er war Sohn und Schüler des Michael II. 1626 ist er als Gehilfe seines Vaters bei der Aufstellung der Kanzel in der Wallfahrtskirche zu Dettelbach genannt. Von 1627 bis 1630 lebte er nicht in Forchtenberg, sondern war wahrscheinlich auf Wanderschaft. Zurückgekehrt dürfte er seinem Vater bei der Fertigstellung des Grabmals für Graf Philipp Ernst zu Hohenlohe-Langenburg und seiner Frau Anna-Maria (1629/30) in der evangelischen Stadtkirche in Langenburg assistiert haben.
Nach dem Tod des Vaters 1649 übernahm er die Werkstatt Kern. 1652 bis 1655 war er, obwohl evangelisch, an der katholischen, ab 1412 erbauten Bergkirche in Laudenbach (bei Weikersheim, Main-Tauber-Kreis) beschäftigt, u. a. mit der steinmetzmäßigen Erstellung eines neuen Westgiebels in schlichten Barockformen.
Seine Hauptwerke, zudem archivalisch eindeutig zugeschrieben, sind die beiden Grabmäler für den 1658 verstorbenen kaiserlichen Feldmarschall Graf Melchior von Hatzfeldt, der im Laufe des Dreißigjährigen Krieges Besitztümer und Herrschaften in Franken, zu dem auch Laudenbach gehörte, und in Schlesien, wo er starb, erworben hatte. Bei den Motiven der Reliefs und hinsichtlich des Materials geringfügig voneinander abweichend, tragen beide auf der Deckplatte eine Liegefigur des Verstorbenen in Rüstung und sind in Formen des nordeuropäischen Barocks gehalten. Als erstes der beiden Grabmäler schuf Kern 1659 aus Alabaster zweierlei Provenienz das Grabmal für die Bergkirche zur Schmerzhaften Mutter in Laudenbach, in dem das Herz des Verstorbenen bestattet wurde, dann bis 1663 aus Alabaster und Marmor das Grabmal für die Jakobskirche in Prausnitz (Schlesien), heute Prusice (Polen), das den Leichnam Hatzfelds aufnahm.
Achilles Kern schuf zwischen 1668 und 1671 weiterhin die Skulpturen zur Orgelempore der Rothenburger St. Jakobskirche. Sie waren teilweise beweglich im Takt der Orgelmusik. Der riesige Orgelprospekt wurde während der Purifizierung durch Karl Alexander von Heideloff 1854–1857 abgebrochen, einige der Figuren sind jedoch noch im RothenburgMuseum erhalten.
Mit Achilles Kerns Tod 1691 schloss auch die Bildhauerwerkstatt Kern.